# Gallica
Gallica – biblioteka cyfrowa Biblioteki Narodowej Francji. Otwarta w 1997 roku. Gromadzi kilka milionów dokumentów (książek w formacie epub, gazet, magazynów, obrazów, nagrań dźwiękowych, map, rękopisów i filmów).

## Historia
Projekt digitalizacji zbiorów w Établissement Public de la Bibliothèque de France (EPBF) powstał w 1990 roku. Digitalizację 300 tysięcy woluminów rozpoczęto w 1992 roku. Gdy w 1994 roku biblioteka stała się częścią Biblioteki Narodowej Francji, digitalizacja objęła również zbiory Biblioteki Narodowej. W 1998 roku proces digitalizacji przyspieszył w związku z projektem digitalizacji zbiorów przez Google.
Biblioteka cyfrowa Gallica została otwarta w 1997 roku. Udostępniała zeskanowane dokumenty wyłącznie w formacie graficznym. W 2000 roku powstaje nowa wersja portalu, w którym pojawiają się również dokumenty w formacie tekstowym (z wykonanym OCR).
W 2003 roku podjęto decyzję o współpracy z innymi bibliotekami francuskimi, których było w 2018 roku około czterystu. Przesyłały one zbiory do digitalizacji lub wykonywały ją samodzielnie (często korzystając z dotacji) i integrowały z Gallica.
Część zdigitalizowanych zbiorów jest udostępniana jako osobne kolekcje. BNF udostępnia serwis i oprogramowanie, a partnerska biblioteka udostępnia w nim zbiory. Koszty są pokrywane po połowie. Przykładem takiej współpracy może być Bibliothèque numérique diplomatique du Ministère de l’Europe et des Affaires Étrangères (Biblioteka dyplomatyczna Ministerstwa Spraw Zagranicznych) czy Francja–Polska wspólne dziedzictwo.
W 2013 roku francuskie Ministerstwo Kultury podpisało umowy na digitalizacje zbiorów z prywatnymi firmami. Miały one zeskanować 70 000 starych francuskich książek z lat 1470–1700, a także ponad 200 000 historycznych nagrań dźwiękowych. W zamian za 10 letnią wyłączność na odpłatne udostępnianie posiadanych baz firmy te zobowiązały się po tym okresie przekazać je bibliotece Gallica. Przeciwko umowie protestowało wiele instytucji m.in. Wikimédia France.

## Francja–Polska wspólne dziedzictwo
Portal powstał w wyniku współpracy pomiędzy BNF, a Biblioteką Narodową. Inauguracje projektu miała miejsce 15 lutego 2018 roku w Nancy. Dodatkowo brały w nim udział inne francuskie instytucje: Biblioteka Współczesnej Dokumentacji Międzynarodowej, Konsorcjum Bibliotek Miasta Nancy, Narodowy Instytut Audiowizualny, Muzeum Narodowe Imigracji. Kierownikami projektu byli: Monika Cornell z Biblioteki Narodowej i Bruno Sagna z BNF. Udostępniane zbiory zostały podzielone na działy: Królowie i władcy, Wielkie wydarzenia, Nauka i sztuka i Literatura

## Zbiory
Obecnie (2022) biblioteka Gallica udostępnia ponad 850 tysięcy książek, 5 milionów 700 tysięcy czasopism, 1 milion 700 tysięcy zdjęć, 5 tysięcy filmów, 51 tysięcy nagrań dźwiękowych, 192 tysiące map, 177 tysięcy rękopisów i 519 tysięcy zeskanowanych obiektów muzealnych.

## Prawo autorskie
W stosunku do opublikowanych dokumentów, jeśli pochodzą z bibliotek francuskich, stosuje się przepisy prawa francuskiego. Większość z nich przeszło już do domeny publicznej, która tak jak w Polsce obowiązuje po 70 latach od śmierci autora. Od tej zasady są wyjątki: w przypadku utworów współwydanych liczy się data śmierci ostatniego autora, w przypadku twórców którzy „morts pour la France” – wtedy czas ten ulega przedłużeniu o 30 lat. Takiej ochronie podlegają utwory Antoine de Saint-Exupéry (do 2033 roku). Korzystania z utworów z domeny publicznej do celów niekomercyjnych jest bezpłatne. Wymagane jest tylko podanie informacji, że utwór pochodzi ze zbiorów BNF. Wykorzystanie komercyjne wymaga złożenia wniosku o udzieleniu licencji, która jest płatna. Z opłat za komercyjne wykorzystanie utworów są zwolnieni naukowcy, jeśli wykorzystują utwory w publikacjach naukowych.